# 제럴딘 그런디
미스 제럴딘 그런디(영어: Miss Geraldine Grundy)는 아치 코믹스에서 출판하는 아치 시리즈의 등장인물로, 리버데일 고등학교의 교사이다. 실사 드라마 《리버데일》에서는 세라 헤이블이 그런디 선생님을 연기한다.